# Stora Sjöfallet 2

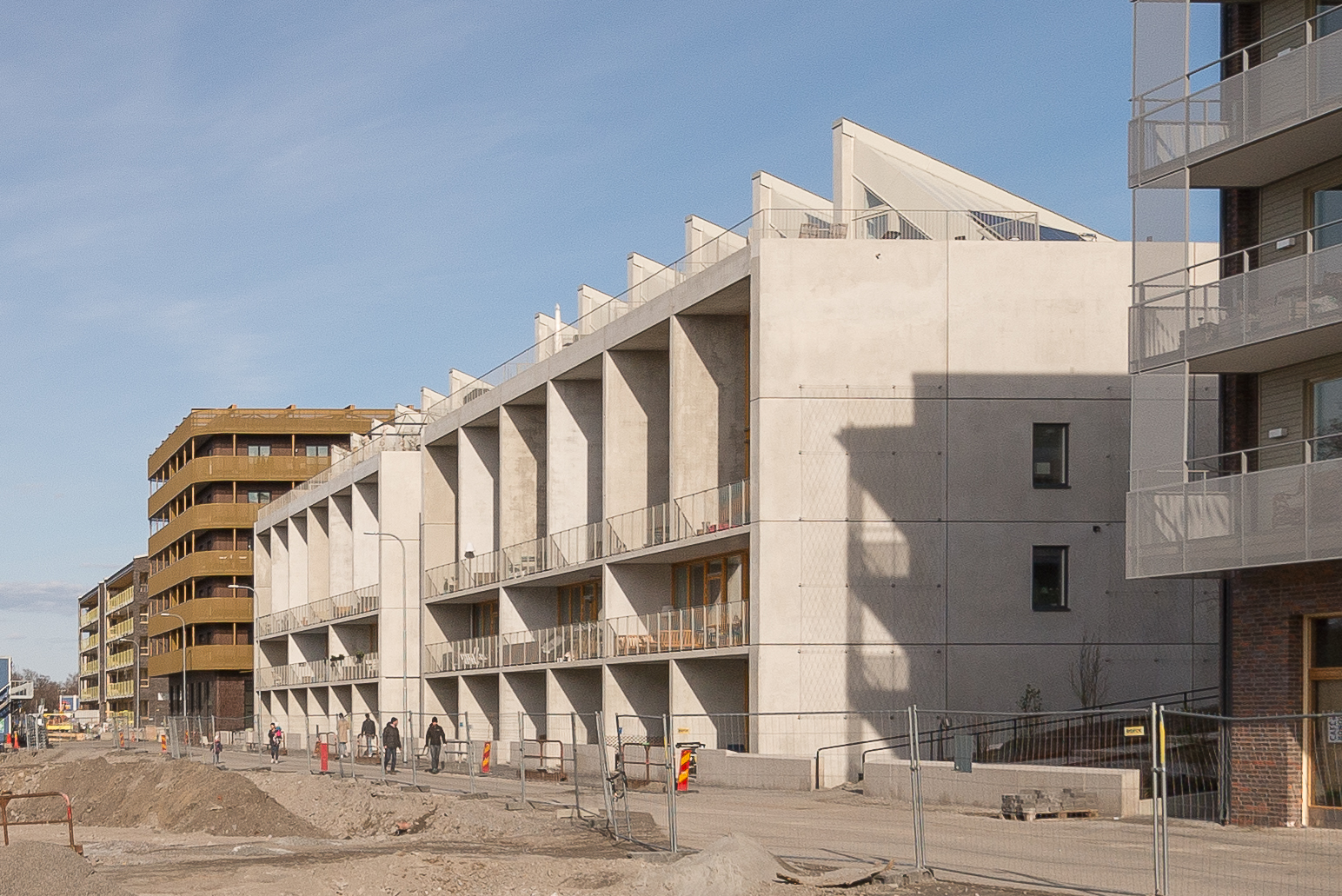
Fasaden mot Husarviken i april 2017.

Stora Sjöfallet 2 är en fastighet bestående av två bostadshus i Norra Djurgårdsstaden i Stockholm som uppfördes 2016 av Byggnadsfirman Viktor Hanson efter ritningar av Joliark arkitekter.  Fastigheten nominerades till årets Stockholmsbyggnad 2017.

## Arkitektur

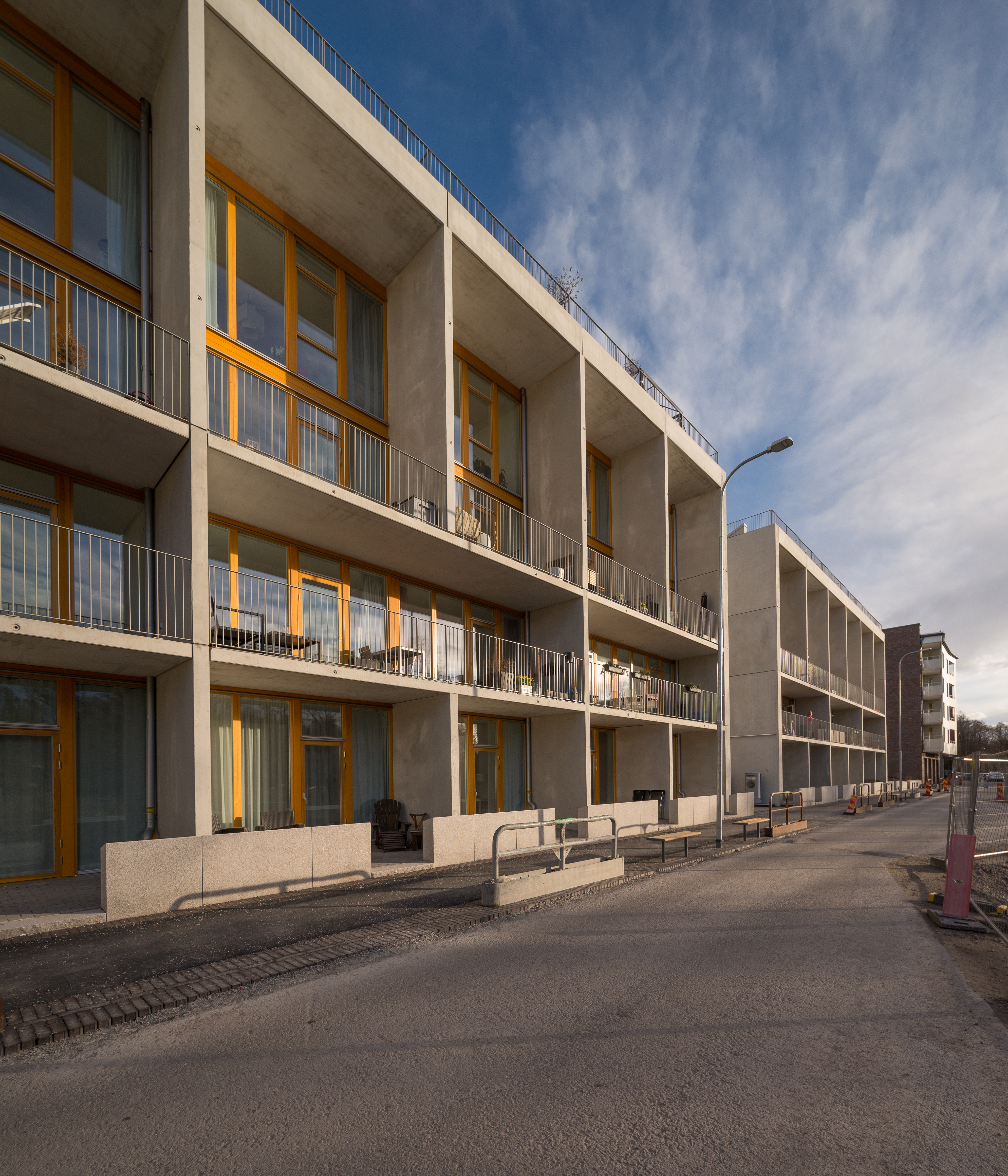
Gatufasad med fyra våningar.

Fastigheten är beläget i kvarteret Stora Sjöfallet och gatufasaderna vetter mot Husarviken. Husens arkitektur präglas av rätvinkliga betongelement och stora glasytor mot Husarviken. Betongen är färgad med titandioxid för att få en ljusare ton. De stora fönstren i gatufasaderna är infattade i trä, målat i en varm orange nyans. På taket finns terrasser som förbinds med lägenheter genom utgångar utformade som uppvikta flikar. Flikarna ger också utrymme för södervända solceller samt släpper ned dagsljus i lägenheterna. Husen har fyra våningar mot gatan där den nedersta är en suterrängvåning och tre mot gården.
Husen innehåller 30 lägenheter uppdelade i tre olika lägenhetstyper. I suterrängplanet finns enkelsidiga ettor med ingång från en bakomliggande korridor. I markplan med ingång från gården finns större enplanslägenheter medan de övre planen består av etagelägenheter med takterrasser. Etagelägenheterna nås genom en loftgång mot gården. Uppdelningen i olika lägenhetstyper är avläsbar i gatufasaderna där varje lägenhet inramas av betongelement.
Ansvarig arkitekt för husen var Per Johanson på Joliark och arkitekterna beskriver huset som radhus staplade på varandra. Balkongerna ska förmedla kontakten mellan husets interiör och parklandskapet utanför. 

## Nominering till Årets Stockholmsbyggnad

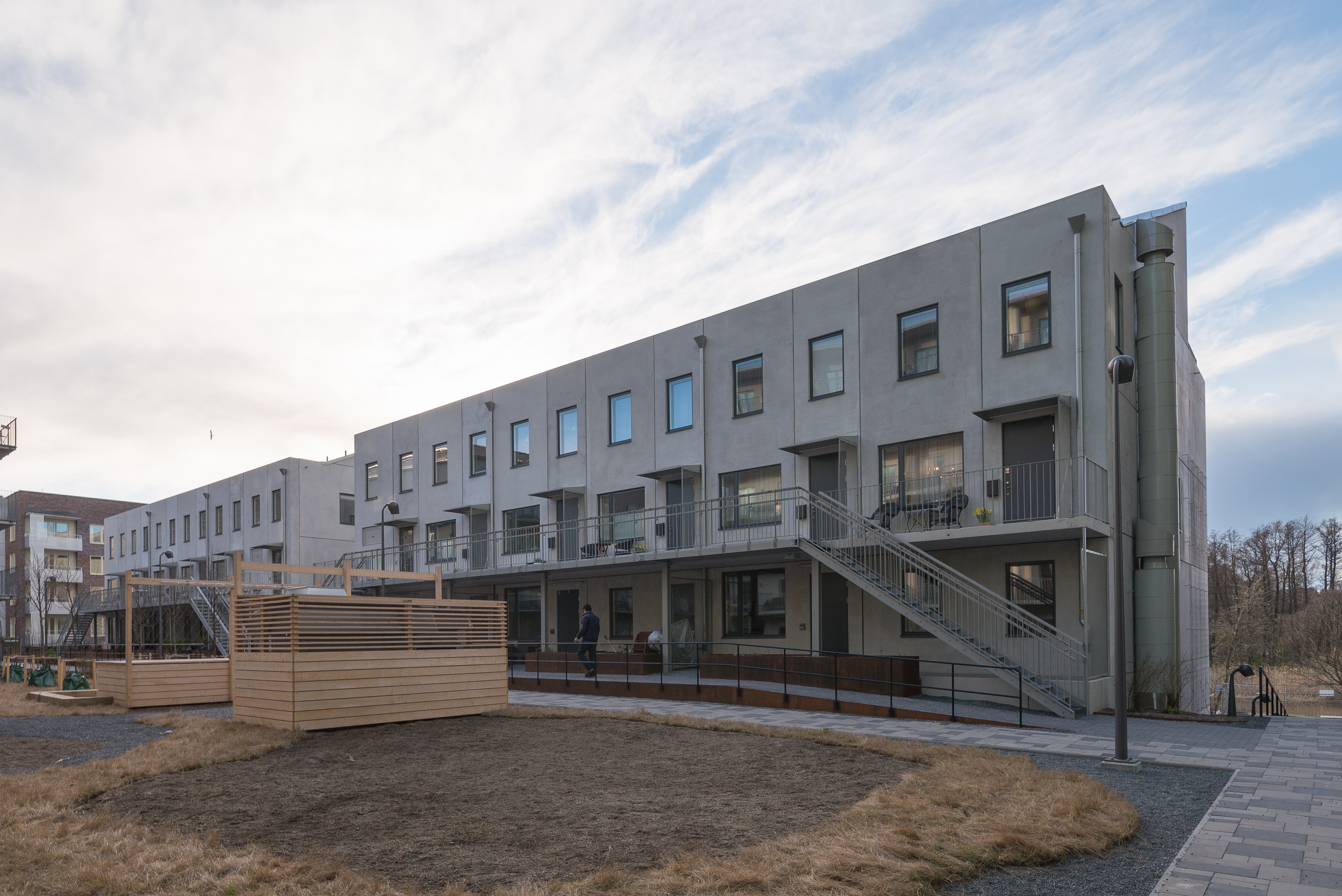
Gårdsfasaden med loftgång och entre till lägenheterna i markplan.

I april 2017 nominerades fastigheten som ett av tio nybyggen i Stockholms kommun till Årets Stockholmsbyggnad 2017. Juryn beskrev husen som  enkla och vackert utförda radhusliknande bostäder med utsikt över Husarviken och nationalstadsparken. Stringent och elegant med få komponenter och samtidigt funktionellt med finess. Skicklig arkitektur med få och väl redovisade material med betongen i centrum.